# Achelia spatula
Achelia spatula là một loài nhện biển trong họ Ammotheidae. Loài này thuộc chi Achelia. Achelia spatula được miêu tả khoa học năm 1983 bởi K. Nakamura & C.A. Child..